# Григор Гугушев
Григор Гугушев е български общественик и революционер, деец на Вътрешната македонска революционна организация.

## Биография
Григор Гугушев е роден в град Енидже Вардар, днес в Гърция. Произхожда от семейство, участвало активно в революционното движение на ВМОРО от началото на XX в. Семейната рибарска колиба е използвана за боеви пункт по време на сраженията в Ениджевардарското блато с гръцките андарти.
След войните за национално обединение се изселва в Несебър и е активен член на македонското братство и е избран за делегат на конгреси на Националния комитет на емигрантските организации. Четник е във възстановената ВМРО на Тодор Александров и Александър Протогеров. През 1926 година е избран за заместник кмет на Несебър от квотата на бежанците.